# 德勒地区卢维利耶
德勒地区卢维利耶（法語：Louvilliers-en-Drouais）是法国厄尔-卢瓦尔省的一个市镇，属于德勒区。该市镇总面积4.14平方公里，2009年时的人口为206人。

## 人口
德勒地区卢维利耶人口变化图示